# Andrzej Kubacki
Andrzej Kubacki (ur. 11 maja 1966 w Janowie Lubelskim) – polski trener siatkarski, obecnie szkoleniowiec I-ligowego zespołu AZS AGH Kraków.
Karierę trenerską zaczynał jako trener juniorów młodszych Chemika Kędzierzyn (1989-1995). W latach 1995–2006 był II trenerem Mostostalu Kędzierzyn-Koźle, a w latach 2006–2008 – I szkoleniowcem kędzierzyńskiej drużyny. Od 2008 do 2012 roku ponownie pełnił funkcję asystenta trenera ZAKS-y Kędzierzyn-Koźle.
Od 2014 roku jest szkoleniowcem I-ligowego klubu AZS AGH Kraków.

## Przebieg kariery trenerskiej
- pięciokrotny medalista Mistrzostw Polski w latach '98; '00, '01, '02, '03
- trzykrotny zdobywca Pucharu Polski w latach '00, '01, '02
- dwukrotny srebrny medalista Mistrzostw Polski w latach '97, '99
- dwukrotny srebrny medalista Mistrzostw Polski Juniorów w latach '91,'94
- brązowy medalista Final Four Ligi Mistrzów w '03